# Lotus emeroides
Lotus emeroides är en ärtväxtart som beskrevs av R.P.Murray. Lotus emeroides ingår i släktet käringtänder, och familjen ärtväxter. Inga underarter finns listade i Catalogue of Life.